# Dovolnoïe
Dovolnoïe (en russe : Довольное) est un village de Russie situé dans l'oblast de Novossibirsk. Il est le siège administratif du raïon et de la municipalité du même nom. 

## Géographie
Dovolnoïe se trouve au bord de la Bagan au sud-ouest de l'oblast de Novossibirsk, à 320 km à vol d'oiseau de Novossibirsk. 

## Histoire
La localité est connue depuis 1703. 

## Population
Recensements (*) et estimations de la population,,: 
| 1959* | 1970* | 1979* | 1989* | 2002* | 2010* |
| ----- | ----- | ----- | ----- | ----- | ----- |
| 5 835 | 6 694 | 7 236 | 7 865 | 7 314 | 6 774 |

| 2021* | - | - | - | - | - |
| ----- | - | - | - | - | - |
| 6 155 | - | - | - | - | - |